# جونيوس والاس جونز
جونيوس والاس جونز (بالإنجليزية: Junius Wallace Jones)‏ هو ضابط أمريكي، ولد في 3 أبريل 1890 في جاكسون في الولايات المتحدة، وتوفي في 1977.